# Пахомов Іван Микитович
Іван Микитович Пахомов (15 вересня 1922 — 23 січня 2018) — радянський і український правознавець, доктор юридичних наук (1964), професор, завідувач кафедри правознавства в Одеському державному економічному університеті, професор кафедри адміністративного та фінансового права Одеської юридичної академії, академік Української академії наук, заслужений діяч науки і техніки України.

## Біографія
Народився 15 вересня 1922 в селі Біла Глина Краснодарського краю.
Після закінчення школи служив в армії, учасник Німецько-радянської війни, воював до 1944 року, інвалід війни, відзначений бойовими нагородами.
В 1952 захистив дисертацію на тему «Акти радянського державного управління» та отримав ступінь кандидата юридичних наук.
У 1962—1964 роках навчався в докторантурі Московського державного університету ім. М. В. Ломоносова, де в 1964 році захистив докторську дисертацію «Основні питання державної служби в радянському адміністративному праві».
З 1966 року — завідувач кафедри державного та адміністративного права Одеського університету.
У 1972 році почав викладати в Одеському інституті народного господарства, де з 1974 по 2011 рік обіймав посаду завідувача кафедри правознавства.
Академік, професор І. М. Пахомов підготував і опублікував понад 130 наукових і науково-методичних робіт, в тому числі 8 монографій. Він є автором кількох підручників з адміністративного права, які зараз вважаються класичними і з яких починається підготовка професійних студентів-юристів. Його перу належать, зокрема, книги «Державне управління: теорія і практика» (1988) і «Основи права України» (1999).
За часів незалежної держави Іван Микитович був одним з тих, хто стояв біля витоків української законодавчої науки. Вперше в Україні Пахомов І. М. написав підручник з адміністративного права українською мовою. Так, в 1999 р. професор Іван Пахомов в співавторстві і під загальною редакцією видав підручник «Основи права України». Крім того, сумлінний дослідник і відомий подвижник, він розробив проект Закону про державну службу, який ліг в основу діючого документа.
До останнього часу — професор кафедри адміністративного та фінансового права судово-адміністративного факультету Одеської національної юридичної академії, яка є правонаступницею кафедри адміністративного права та управління Одеського державного університету ім. І. І. Мечникова.
Помер 23 січня 2018 року у м. Одесі на 96-му році життя.

## Деякі праці
Автор понад 200 робіт і 8 монографій, вперше в Україні написав підручник адміністративного права українською мовою, в 1999 році під його редакцією вийшов підручник «Основи права України»
Окремі праці:
- Рецензія / І. М. Пахомов. — М.: [б.и.], 1956. — С. 135—137, Відбиток з журн .: Радянська держава і право / АН СРСР.- 1956.- № 8. На кн .: С. Г. Березовская, прокурорський нагляд в радянському державному управлінні, Госюриздат, М., 1954, 106с. — з дарч. написом П. П. Міхайленко
- Виконком сільської Ради. Відповідальний редактор Б. М. Бабій. / П. О. Недбайло, І. М. Пахомов, 1957, 51с.[3]
- Правові акти виконкомів місцевих Рад / І. Н. Пахомов; Львівський держ. ун-т ім. Івана Франка. — Л.: Видавництво Львівського ун-ту, 1958. — 92 с.
- Про зміст радянського державного управління в умовах загальнонародної держави / І. Н. Пахомов. — М.: [б.и.], 1963. — С. 16-26, Окремий відбиток з журн.: Радянська держава і право / АН СРСР.- 1963.- № 3
- Радянська державна служба (поняття і основні принципи) / І. Н. Пахомов; відп. ред. Д. Т. Яковенко; Міністерство охорони громадського порядку УРСР. Вища школа. — К.: [б.и.], 1964. — 92 с.
- Види радянських державних службовців, їх права та обов'язки / І. М. Пахомов. — Львів, 1965. — 71 с.[4]
- Державне управління: теорія і практика, 1988
- Основи права України, 1999
- Кодекс законів про працю України: наук.-практ. коментар / підгот. П. Н. Говенко та ін .; ред. І. М. Пахомов.- 3.ізд., Доп. і перероб. — Х.: Одіссей, 2003. — 863 с. — ISBN 966-633-191-8

Автор ряду академічних лекцій особисто прочитаних в провідних Університетах за кордоном та інших навчальних закладах світу.

## Окремі нагороди та премії
- Заслужений діяч науки і техніки України (1993)
- Орден «За заслуги» II ступеню (2011)
- Орден «За заслуги» III ступеню (2006) — «за особливу мужність и відвагу, незломленість духу в боротьбі з фашистськими загарбниками у період Великої Вітчизняної війни 1941—1945 рр., і активну діяльність у ветеранських орагнізаціяхї»[5].
- Державна стипендія (1996)[6]

та інші…